# Аккумуляторный электробус

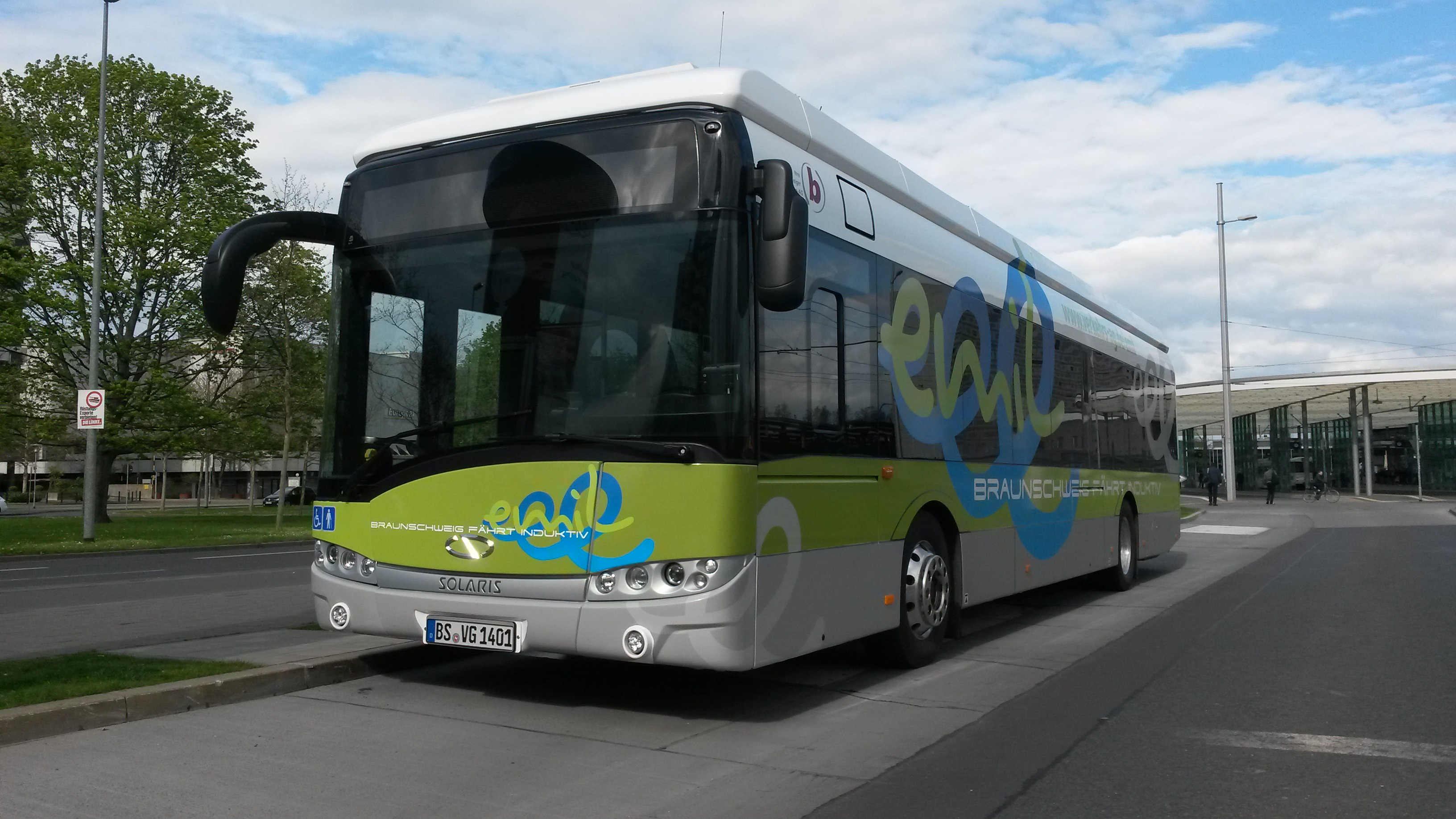
Электробус Solaris Urbino 12 от Braunschweiger Verkehrs-GmbH (Германия) на индуктивной зарядной станции перед главным вокзалом Брауншвейга

Аккумуляторный электробус — это электрический автобус, который приводится в движение электродвигателем и получает энергию от бортовых аккумуляторов. Многие троллейбусы используют аккумуляторы в качестве вспомогательного или аварийного источника питания.
В 2018 году Национальная лаборатория возобновляемых источников энергии (NREL) обнаружила, что эксплуатационные расходы парка электрических и дизельных автобусов в США примерно равны.

## История

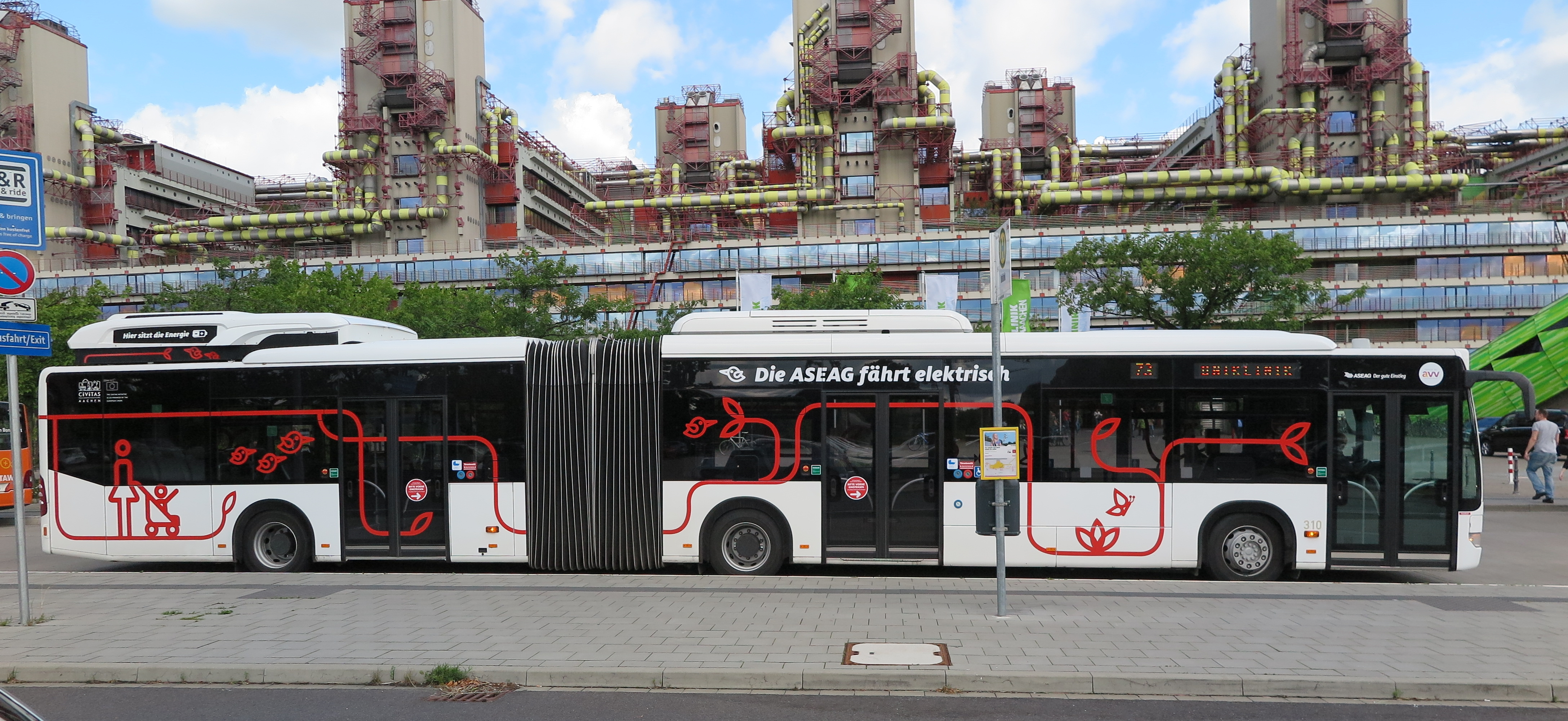
Сочлененный автобус Mercedes-Benz Citaro G с батарейным питанием в Аахене, Германия

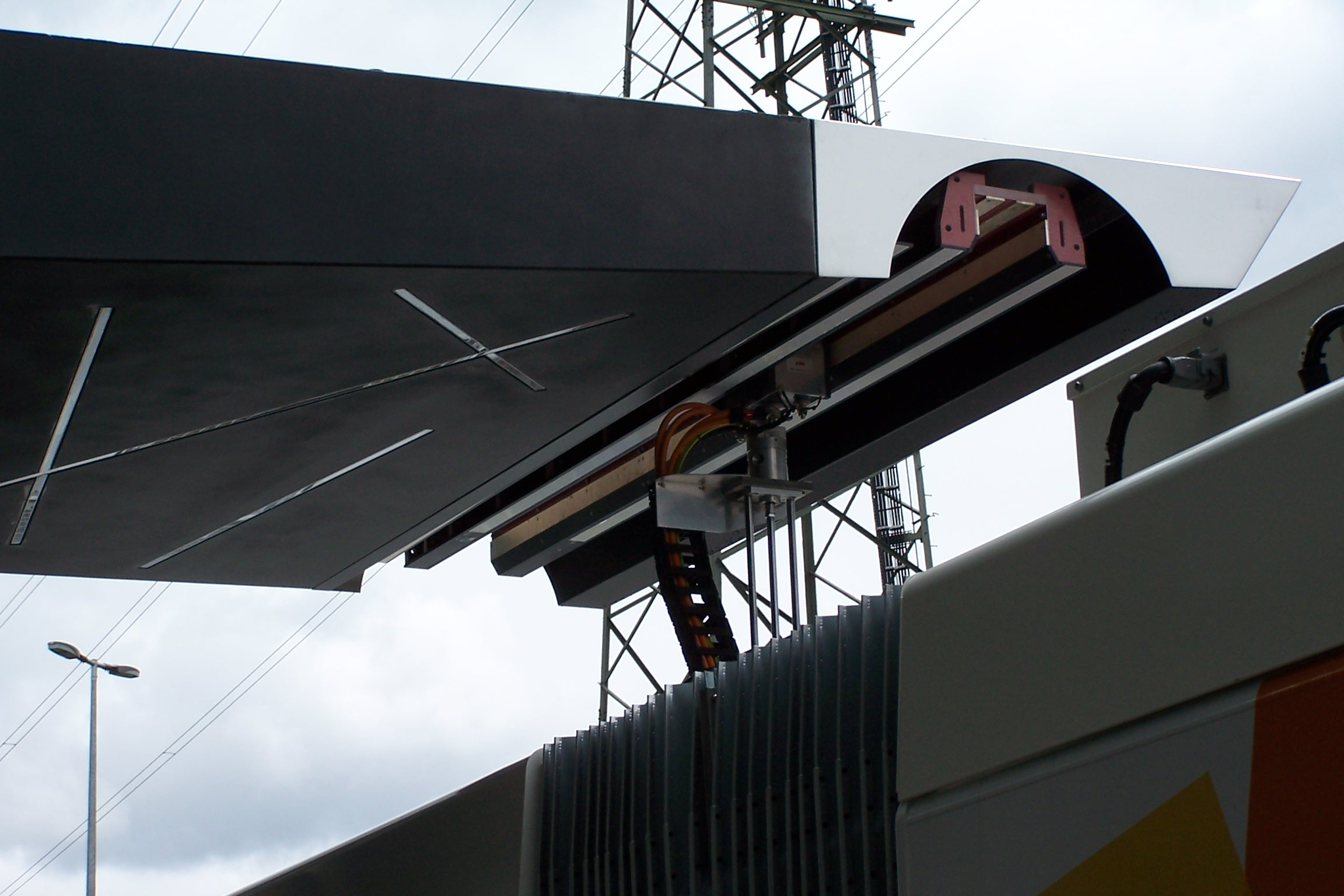
Станция подзарядки для умных автобусов в Женеве, Швейцария

15 июля 1907 года Лондонская электробусная компания запустила первые в истории автобусы с электроприводом между лондонским вокзалом Виктория и Ливерпуль-стрит. Однако вес и неэффективность батарей привели к тому, что другие силовые установки, такие как электрические троллейбусы или дизельные автобусы, стали обычным явлением.
Первые аккумуляторные автобусы были в основном небольшими, мини- или миди-автобусами. Усовершенствование аккумуляторных технологий примерно в 2010 году привело к появлению серийного производства аккумуляторных автобусов, включая более тяжелые устройства, такие как 12,2 метровые стандартные автобусы и сочлененные автобусы. Китай был первой страной, которая в больших масштабах представила современные электрические автобусы на аккумуляторных батареях. В 2009 году автобусные линии контактной сети Шанхая начали переходить на аккумуляторные автобусы. В сентябре 2010 года китайская автомобильная компания BYD начала производство BYD K9, одного из самых популярных электробусов.
Первым городом, вложившим значительные средства в электрические автобусы, стал Шэньчжэнь в Китае. В 2011 году город начал выпускать электрические автобусы производства BYD с целью создания полностью электрического парка. К 2017 году весь парк Шэньчжэня из более чем 16 300 автобусов был заменен электрическими автобусами, что является самым большим парком электрических автобусов среди всех городов мира.
По данным агентства Bloomberg, «в 2017 году в Китае было около 99 процентов из 385 000 электрических автобусов на дорогах мира, что составляет 17 процентов всего парка страны». Китайские города добавляют 1900 электрических автобусов в неделю.

## Зарядка
Зарядка аккумуляторов электробуса не так проста, как заправка дизельного двигателя. Особое внимание, мониторинг и планирование необходимы для оптимального использования процесса зарядки, а также для обеспечения надлежащего обслуживания и сохранности аккумуляторов. Некоторые операторы решают эти проблемы, покупая дополнительные автобусы. Таким образом, зарядка может происходить только ночью, что имеет дополнительное преимущество, заключающееся в снижении нагрузки на энергосистему, поскольку в этом случае зарядка происходит, а потребление энергии в другом месте минимально. Хотя это безопасное решение, оно также очень дорогое и не масштабируемое. Другим решением является обеспечение того, чтобы ежедневное расписание автомобиля учитывало также необходимость зарядки, сохраняя общее расписание как можно ближе к оптимальному. Сегодня существуют различные компании-разработчики программного обеспечения, которые помогают автобусным операторам управлять графиком зарядки электробусов. Эти решения гарантируют, что автобусы будут продолжать работать безопасно, без незапланированных остановок и неудобств для пассажиров.
Суперконденсаторы можно заряжать быстро, что сокращает время, необходимое для подготовки к возобновлению работы.

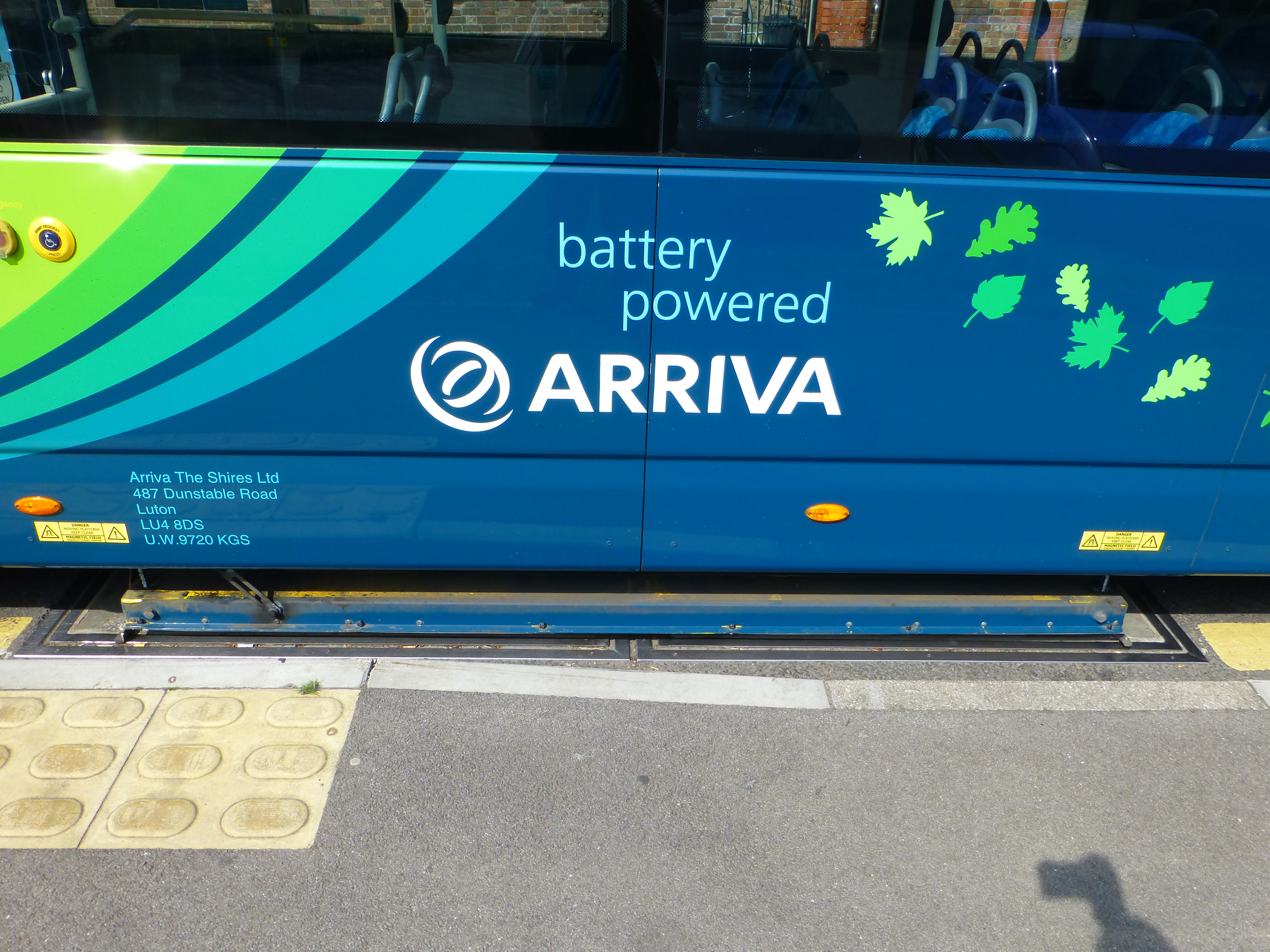
Опущенная зарядная пластина в автобусе Arriva Shires Essex Wright StreetLite EV во время использования индукции для зарядки аккумуляторов на автобусной остановке Wolverton Agora

Общество автомобильных инженеров опубликовало рекомендуемую практику SAE J3105 для стандартизации интерфейсов физического автоматизированного подключения для проводящих систем зарядки с 2020 года Для связи между зарядным устройством и электробусом используется тот же протокол, что и для зарядки легковых автомобилей. Единственные различия заключаются в мощности зарядки, напряжении и физическом интерфейсе.
Пантографы и коллекторы под кузовом могут быть встроены в автобусные остановки для ускорения подзарядки электробуса, что позволяет использовать в автобусе аккумулятор меньшего размера, что снижает первоначальные инвестиции и последующие затраты.

## Преимущества и недостатки
Электроавтобусы на аккумуляторных батареях обладают потенциалом нулевого уровня выбросов, а также гораздо более тихой работой и лучшим ускорением по сравнению с традиционными автобусами. Они также устраняют инфраструктуру, необходимую для постоянного подключения к сети, и позволяют изменять маршруты без изменения инфраструктуры, в отличие от троллейбуса. Обычно они восстанавливают энергию торможения для повышения эффективности за счет рекуперативного торможения. При энергопотреблении около 1,2кВт•ч /км, стоимость владения ниже, чем у дизельных автобусов.

### Недостатки
По состоянию на 2016 год аккумуляторные автобусы имеют меньший радиус действия, больший вес и более высокие затраты на закупку. Сокращение инфраструктуры для воздушных линий компенсируется затратами на инфраструктуру для подзарядки батарей. Кроме того, дополнительный вес аккумуляторов в аккумуляторных электробусах означает, что они имеют меньшую пассажировместимость, чем троллейбусы в юрисдикциях, где существует законодательное ограничение нагрузки на ось на дорогах. Аккумуляторные автобусы используются почти исключительно в городских районах, а не для дальних перевозок. Городской транспорт отличается относительно короткими интервалами между возможностями зарядки. Достаточная перезарядка может произойти в течение 4–5 минут (от 250 до 450 кВт), как правило, индукцией или цепной связью. Наконец, как и в случае с другими электрическими альтернативами двигателям, работающим на ископаемом топливе, электрические автобусы на батареях не являются действительно решением с нулевым уровнем выбросов, если энергосистема, на которую они полагаются для зарядки, также не свободна от источников энергии на ископаемом топливе. Литиевые батареи также могут способствовать загрязнению окружающей среды везде, где ведётся добыча лития.

## Общие эксплуатационные расходы за милю
NREL публикует результаты оценки автобусов с нулевым уровнем выбросов от различных коммерческих операторов. NREL опубликовал следующие общие эксплуатационные расходы на милю: с County Conection с июня 2017 г. по май 2018 г. для парка дизельных автобусов из 8 автомобилей общие эксплуатационные расходы на милю составляли 0,84 доллара США; для парка электрических автобусов с 4 автомобилями — 1,11 доллара США; в Long Beach Transit на 2018 год для парка электрических автобусов из 10 автомобилей — 0,85 доллара США; и в Foothill Transit на 2018 год для парка электрических автобусов из 12 автомобилей — 0,84 доллара США.

## Примеры

### Азия
- Самый большой парк аккумуляторных автобусов находится в Шэньчжэне, Китай, и насчитывает более 16 000 автобусов[2].
- В 2015 году BYD планировала запустить первый аккумуляторно-двухэтажный автобус[19].
- В Гуми, Южная Корея, в 2013 году участок дороги был изменен, чтобы разрешить индукционную зарядку во время движения. Технология должна была быть протестирована на двух электробусах[20].
- В 2015 году BYD намеревалась продать 6000 своих автобусов по всему миру[21]. BYD — мировой лидер по продаже электромобилей[22].
- В 2021 году в Иране компания Parsan Electrical Bus Manufacturing Company выпустила первый электрический автобус под торговой маркой SHETAB[23][24].

### Европа

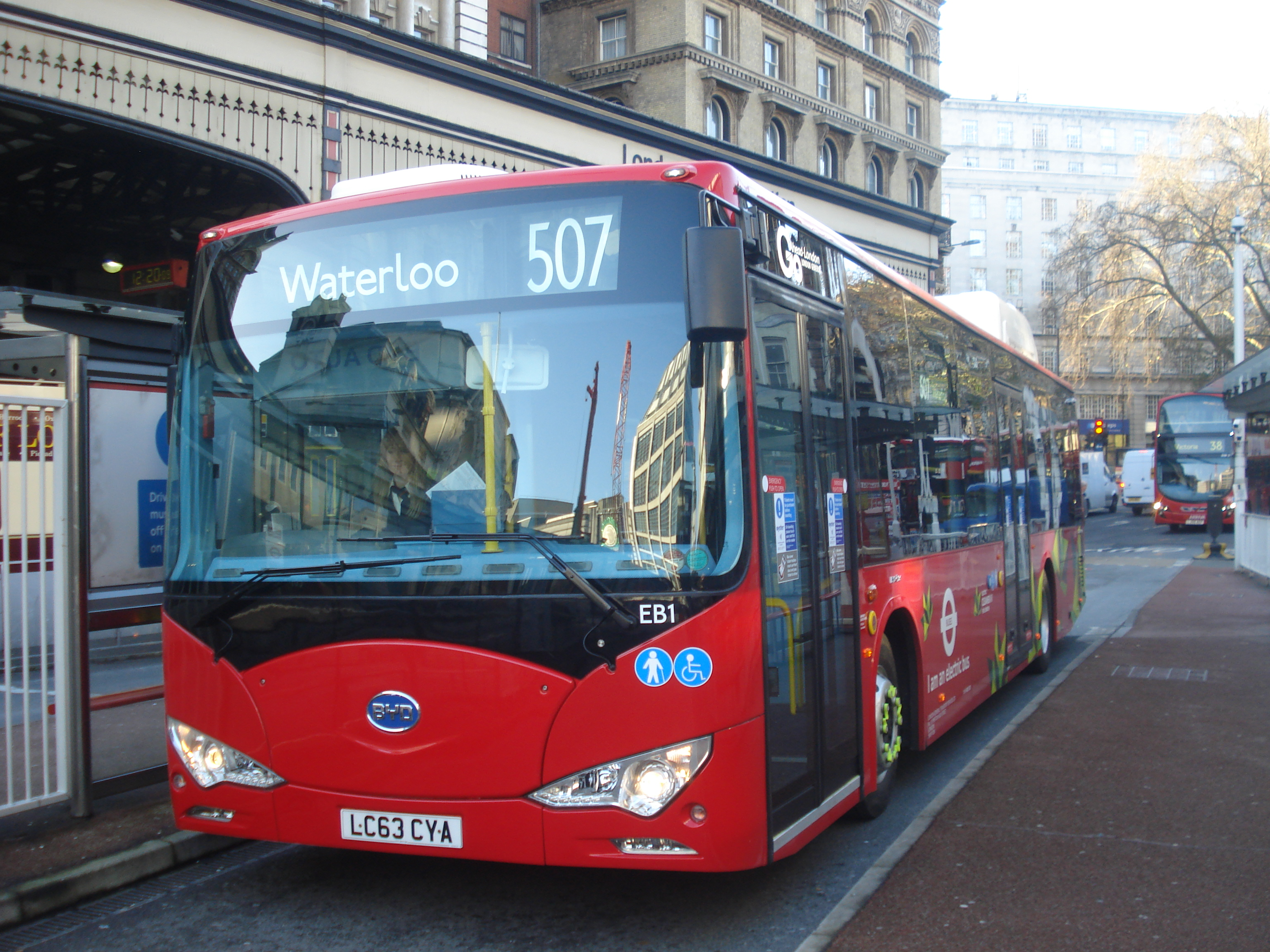
Электробус BYD в Лондоне

- В 2011 году производитель автобусов Contrac Cobus Industries из Висбадена анонсировал Cobus 2500e.
- Осенью 2012 года чешский производитель Inmod поставил 8-метровый автомобиль имеет 22 сидячих места, 35 стоячих мест и запас хода 160-170 км (от 99 до 106 миль) в день, до 220-260 км (140-160 миль )может быть расширен. Автобус заряжается с помощью быстрой зарядки два раза в день в течение одного часа. Его максимальная скорость 80 км/ч (50 миль/ч)[25].
- Начиная с 2012 года Wiener Linien на автобусных маршрутах 2A и 3A использует электрические автобусы. Они взимаются с конечного пользователя через пантограф, который применяется к коротким контактным звеньям. Их питает трамвайная контактная сеть. Автомобили имеют запас хода около 150 километров (93 миль)[26].
- В мае 2013 года между аэропортом и Palexpo в Женеве, Швейцария, начал курсировать аккумуляторный автобус. Этот автобус можно частично зарядить за 15 секунд. В конце линии процесс зарядки занимает три-четыре минуты. Стоимость проекта составила пять миллионов франков[27].
- В декабре 2013 года электрические автобусы BYD Auto начали курсировать в Лондоне по двум маршрутам[28].
- Компания Regional Transport Ruhr-Lippe GmbH (RLG) (Германия) начала эксплуатацию электрического микроавтобуса под названием Quartierbus в мае 2013 года. Запас хода автомобиля составляет примерно 120 километров (75 миль) . Зарядка занимает около трех часов при полной разрядке. Подзарядка потребляет более 1,5 часов во время обеденного перерыва[29].
- В 2013 году аккумуляторные автобусы были введены в эксплуатацию в Нидерландах[30].
- В Германии в 2013 году аккумуляторные автобусы проходили испытания в Бремене и Бонне[30].
- В Брауншвейге аккумуляторные автобусы начали регулярно ходить в конце 2013 года. В проекте «Эмиль» (Электромобильные средства индуктивной нагрузки) используется индуктивная зарядка[31][32]. И автомобили, и зарядные станции были разработаны совместно с Bombardier[33].
- Компания Dresdner Verke совместно с Институтом транспортных и инфраструктурных систем им. Фраунгофера начали испытания аккумуляторных автобусов 3 ноября 2014 года[34]. 17 июня 2015 года началось пассажирское обслуживание по первому маршруту в Саксонии. Четырехминутная остановка на последней остановке обеспечивает достаточную зарядку, а мощное зарядное устройство позволяет предварительно прогреть салон[35].
- Компания общественного транспорта Мюнхена начала тестировать аккумуляторные автобусы в 2008 году. Ожидалось, что эксперименты с автомобилями Ebusco достигнут дальности полета 300 км (190 миль) с использованием литий-железо-фосфатных аккумуляторов[36].
- В Пиннеберге испытания начались в 2014 году[37].
- В сентябре 2015 года в Берлине введены в эксплуатацию четыре аккумуляторных автобуса. Solaris Urbino 12 заряжается индукционным способом на последней остановке[38][39].
- В июле 2015 года земля Шлезвиг-Гольштейн Рендсбург приобрела аккумуляторный автобус Sileo с запасом хода 200 км (120 миль) ч. за 450 000 евро. Автобус не заряжается во время работы и может эксплуатироваться полдня. Автобус заряжается от фотоэлектрической системы на крыше[40].
- В Бонне испытания поступили на регулярную службу в 2013 году. Ассортимент не менее 200 км (120 миль)[41].
- В 2015 году в Лондоне заработал первый в мире электрический двухэтажный автобус на аккумуляторных батареях[42].
- Ботошани, Румыния, планировала, что общественный транспорт будет работать полностью на электричестве. при стоимости конверсии 20 миллионов евро[43].
- По состоянию на 2022 год в Москве работает более 1000 электробусов[44]. Это самый большой парк электрических автобусов в Европе, опережающий лондонский парк, насчитывающий около 780 автобусов[45].

### Северная Америка

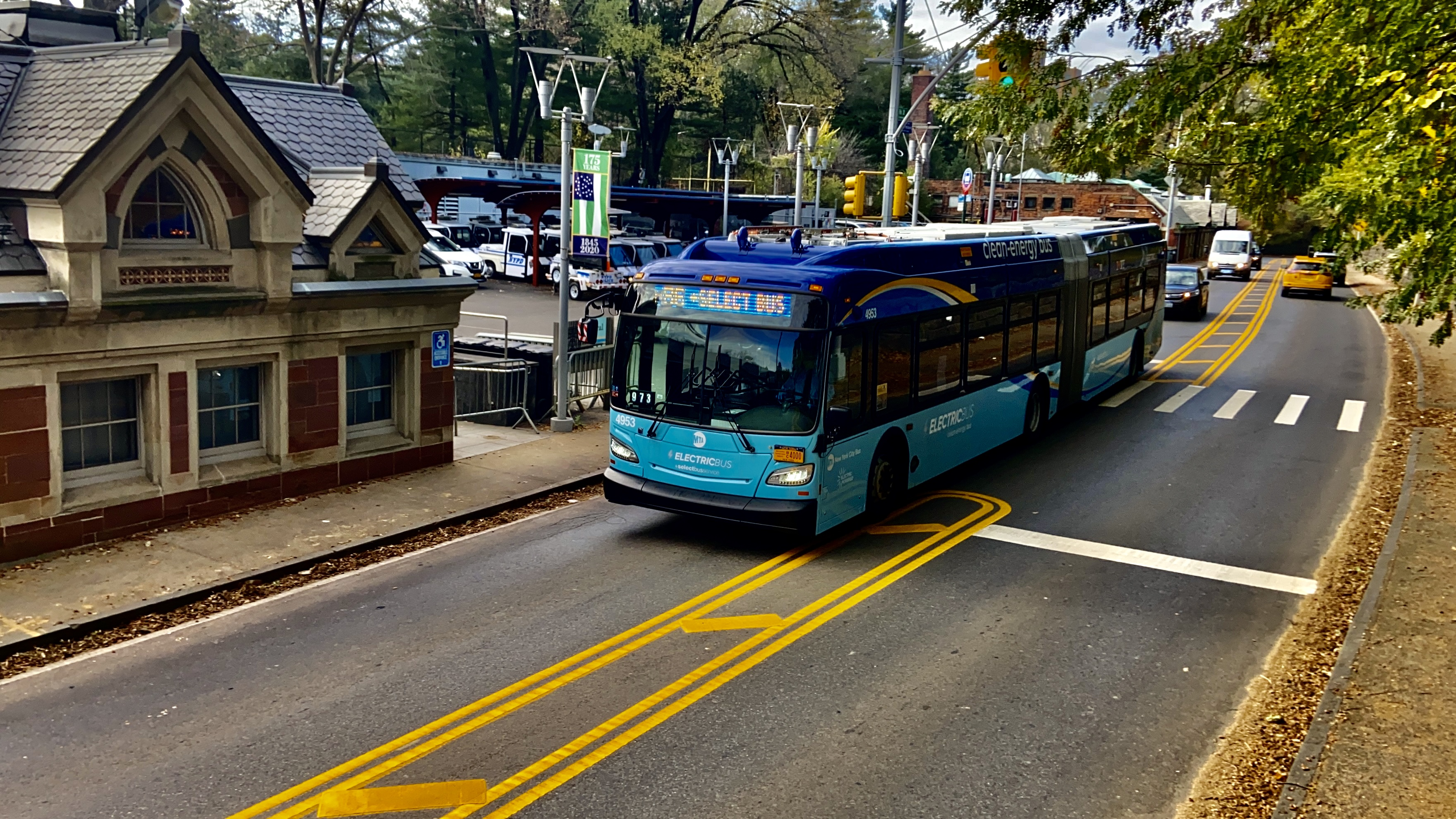
Новый сочлененный электробус Flyer Xcelsior XE60 CHARGE в Нью-Йорке

- В Калифорнии с конца октября 2013 года используются школьные автобусы на аккумуляторных батареях из-за значительно более низких эксплуатационных расходов[46]. В 2014 году в Гамбурге были введены в эксплуатацию аккумуляторные автобусы Rampini на маршруте 48[47][48].
- Департамент транспорта Калифорнии заключил контракт с Управлением транспорта долины Антилопы (AVTA) на перевод своих автобусов на 85 аккумуляторных автобусов BYD с запасом хода не менее 160 миль (260 км) . Модели включают 40-футов (12,19 м) низкопольный транзитный автобус, 60-футов (18,29 м) низкопольный сочлененный и 45-футов (13,72 м) пригородный автобус. Ожидается, что экономия составит 46 000 долларов (41 300 евро) на автобус в год[49][50][51].

## Смотрите также
- Зарядная станция
- Троллейбус